# Acacia cochlocarpa
Acacia cochlocarpa é uma espécie de leguminosa do gênero Acacia, pertencente à família Fabaceae.